# Veľký Krtíš (huyện)
Huyện Veľký Krtíš (okres Veľký Krtíš) là một huyện hành chính thuộc vùng Banská Bystrica, miền trung Slovakia. Trước năm 1918, huyện được phân chia vào các hạt Hont và Nógrád của Vương quốc Hungary.

## Dân số
| Năm            | 1994   | 2004   | 2014   | 2024   |
| -------------- | ------ | ------ | ------ | ------ |
| Số lượng người | 46.941 | 46.462 | 44.826 | 40.598 |
| Sự khác biệt   |        | −1,02% | −3,52% | −9,43% |

| Năm            | 2023   | 2024   |
| -------------- | ------ | ------ |
| Số lượng người | 40.900 | 40.598 |
| Sự khác biệt   |        | −0,73% |

## Đô thị
- Balog nad Ipľom
- Bátorová
- Brusník
- Bušince
- Čebovce
- Čeláre
- Čelovce
- Červeňany
- Chrastince
- Chrťany
- Dačov Lom
- Dolinka
- Dolná Strehová
- Dolné Plachtince
- Dolné Strháre
- Ďurkovce
- Glabušovce
- Horná Strehová
- Horné Plachtince
- Horné Strháre
- Hrušov
- Ipeľské Predmostie
- Kamenné Kosihy
- Kiarov
- Kleňany
- Koláre
- Kosihovce
- Kosihy nad Ipľom
- Kováčovce
- Lesenice
- Ľuboriečka
- Malá Čalomija
- Malé Straciny
- Malé Zlievce
- Malý Krtíš
- Modrý Kameň
- Muľa
- Nenince
- Nová Ves
- Obeckov
- Olováry
- Opatovská Nová Ves
- Opava
- Pôtor
- Pravica
- Príbelce
- Sečianky
- Seľany
- Senné
- Širákov
- Sklabiná
- Slovenské Ďarmoty
- Slovenské Kľačany
- Stredné Plachtince
- Sucháň
- Suché Brezovo
- Šuľa
- Trebušovce
- Veľká Čalomija
- Veľká Ves nad Ipľom
- Veľké Straciny
- Veľké Zlievce
- Veľký Krtíš
- Veľký Lom
- Vieska
- Vinica
- Vrbovka
- Záhorce
- Závada
- Želovce
- Zombor